# Вайсбергер, Лорен
Лорен Вайсбергер (англ. Lauren Weisberger; 28 марта 1977 года) — американская писательница, журналистка и сценарист, автор романов о светской культуре и моде.

## Биография
Родилась 28 марта 1977 года в городе Скрантон, штат Пенсильвания, США, в интеллигентной еврейской семье (родители: школьная учительница и биржевой брокер) и была воспитана в духе консервативного иудаизма. У неё есть младшая сестра. Родители развелись, когда ей было 11 лет. Юность Лорен прошла в небольшом городке Кларкс-Саммит, штат Пенсильвания, США.
В 1995 году Лорен окончила старшую школу Паркленд в тауншипе Саут-Уайтхолл, неподалёку от города Аллентаун, штат Пенсильвания, США. В школе она занималась спортом, участвовала в различных мероприятиях и проектах.
В 1999 году окончила Корнеллский университет, отправилась в путешествие, посетила: Израиль, Египет, Иорданию, Таиланд, Индию, Непал, Гонконг и большинство европейских стран. Работала в журналах: Vogue и Departures. По вечерам ходила на курсы писательского мастерства.
В апреле 2003 года была издана её книга «Дьявол носит Prada». Книга понравилась публике, спустя некоторое время стала бестселлером и была переведена на десятки языков. В книге приводится полу-вымышленный, но весьма критический взгляд на одержимость модой элиты Манхэттена.
В 2005 году вышел в свет второй роман писательницы — «У каждого своя цена».
В 2006 году по роману «Дьявол носит Prada» был снят одноимённый фильм, впоследствии номинированный на соискание премии «Оскар». Образ Миранды Пристли, одной из главных героинь, списан с главного редактора журнала Vogue — Анны Винтур.
В мае 2008 года был опубликован биографический роман Лорен Вайсбергер Chasing Harry Winston, посвященный знаменитому американскому ювелирному магнату Гарри Уинстону и переведенный на русский язык под названием «Бриллианты для невесты».
В 2010 году был издан её роман «Прошлой ночью в „Шато Мармон“».
В 2013 году вышла новая книга Вайсбергер — «Месть носит Prada».
В 2017 году вышла книга «Игра на вылет».
В 2018 году вышла очередная книга Лорен Вайсбергер из цикла «Дьявол носит Prada» — «Ложь, латте и легинсы».
В 2021 году был выпущен роман «Где трава зелёная...».
Живет и работает на Манхэттене — районе города Нью-Йорка, США, с мужем Майком, двумя детьми и мальтийской болонкой.